# Quarterback (Fernsehserie)
Quarterback ist eine US-amerikanische Streaming-Fernsehserie von Netflix. Die National Football League und Netflix haben sich bei der Entwicklung der Serie zusammengetan, während NFL Films, 2PM Productions und Omaha Productions die Serie produziert haben.

## Produktion
Die NFL und Netflix kündigten die Doku-Serie am 22. Februar 2023 an. Die Ankündigung der Serie folgte auf den Erfolg verschiedener Sport-Doku-Serien auf Netflix, beginnend mit der Serie Drive to Survive.
Die NFL hatte vor Quarterback noch keine Geschäftsbeziehungen zu Netflix unterhalten. Zu den Produzenten der Serie gehören NFL Films, 2PM Productions und Omaha Productions. 2PM Productions ist das Produktionsstudio von Kansas City Chiefs-Quarterback Patrick Mahomes, während Omaha Productions das Produktionsstudio des ehemaligen NFL-Quarterbacks Peyton Manning ist. Manning wird die Serie zusammen mit Ross Ketover, Pat Kelleher und Keith Cossrow von NFL Films produzieren.

## Handlung

### Staffel 1
Der Quarterback der Kansas City Chiefs, Patrick Mahomes, der Quarterback der Minnesota Vikings, Kirk Cousins, und der Quarterback der Atlanta Falcons, Marcus Mariota, sind die drei Quarterbacks, die in der ersten Staffel der Serie zu sehen sind. Die drei Quarterbacks trugen während der NFL-Saison 2022 bei jedem Spiel ein Mikrofon, was das erste Mal war, dass die NFL einen solchen Zugang erlaubte. Netflix erhielt auch besonderen Zugang zu Mahomes während der Saison, die mit seinem Sieg im Super Bowl LVII und seiner Ernennung zum MVP des Spiels belohnt wurde. Trotz dieses Zugangs durften Mahomes’ private Treffen mit Chiefs-Cheftrainer Andy Reid nicht gefilmt werden.
Zusätzlich zu den Szene auf dem Feld werden auch Teile aus dem privaten Leben der drei Quarterbacks gezeigt.
In der Woche vom 10. bis 16. Juli belegte die Serie mit 3,3 Mio. Aufrufen und 21 Mio. geschauten Stunden den sechsten Platz der meistgeschauten Serien auf Netflix.

### Staffel 2
Netflix bestellte zunächst eine Staffel der Serie. Im Juni wurde ein Trailer für die Serie veröffentlicht, der bestätigte, dass sie am 12. Juli Premiere haben würde. Im Juli bestätigte Manning, dass die Serie für eine zweite Staffel verlängert wurde. Trotz des großen Erfolges der ersten Staffel gestaltet sich die Suche nach Quarterbacks, die Interesse haben, an der Serie teilzunehmen, als schwierig. Unter anderem haben bereits Justin Fields der Chicago Bears und Matthew Stafford der Los Angeles Rams der Serie eine Absage erteilt.

## Episodenliste
| Nr. | Deutscher Titel       | Originaltitel     | Erstausstrahlung |
| --- | --------------------- | ----------------- | ---------------- |
| 1   | Die Mission           | The Quest         | 12. Juli 2023    |
| 2   | Resümee               | Homecoming        | 12. Juli 2023    |
| 3   | Meister des Schmerzes | Kings of Pain     | 12. Juli 2023    |
| 4   | Psychospiele          | Mind Games        | 12. Juli 2023    |
| 5   | Achterbahn            | Roller Coaster    | 12. Juli 2023    |
| 6   | Unter Druck           | Under Pressure    | 12. Juli 2023    |
| 7   | Gewinnen oder geh     | Win or Go Home    | 12. Juli 2023    |
| 8   | Das letzte Kapitel    | The Final Chapter | 12. Juli 2023    |

## Rezeption
Brian Lowry, der für CNN schrieb, kommentierte die Präsenz von Mahomes in der Serie mit den Worten: „Nicht alle Play Caller sind gleich, wobei Super Bowl MVP Patrick Mahomes mit Leichtigkeit die beste und unterhaltsamste Gesellschaft bietet und die Normalsterblichen, die die Netflix-Dokuserie füllen, in den Schatten stellt.“ Lowry fügte hinzu, dass Cousins und Mariota „selbst bei dem intensiven und weitreichenden Zugang selten das Gefühl haben, dass sie viel mehr als die Standardklischees ‚Wir versuchen nur, Ballspiele zu gewinnen‘ preisgeben“.
Brady Langmann von Esquire vertrat eine gegenteilige Meinung und schrieb, dass „die Erzählung umgekehrt komplexer wird, je höher die Fähigkeiten der einzelnen Spieler sind“, und bezeichnete die Serie als herausragend. Langmann schrieb auch, dass „die hochkuratierte Version von Patrick Mahomes, die wir in Quarterback sehen, nicht besonders interessant ist“, und fügte hinzu, dass „dies nicht Last Chance U ist, wo wir ein nuanciertes Porträt jedes Spielers bekommen“.